# Dwór obronny w Gojcieniszkach
Dwór obronny w Gojcieniszkach – zamek Nonhartów znajdujący się we wsi Gojcieniszki, w rejonie werenowskim, w obwodzie grodzieńskim na Białorusi.

## Historia
Dwór wybudował w latach 1611–1612 Holender, Piotr Nonhart – jako swoją wiejską siedzibę – we wsi Gojcieniszki, dawniej leżącej na Wileńszczyznie, obecnie na terenie Białorusi .
Kolejni właściciele
- Piotr Nonhart, horodniczy wileński (XVII wiek);
- ród Chreptowiczów (Jerzy Chreptowicz ożenił się w 1611 z Zuzanną Nonhartówną, która wniosła dwór w posagu, po Jerzym majątek odziedziczył najstarszy syn – Adam, a po nim jego syn: Adam Jan);
- rodzina Korffów;
- rodzina Szretterów;
- rodzina Puttkamerów;
- rodzina Osten-Sackenów;
- rodzina Rymszów herbu Gozdawa w latach 1830–1939[3][4][5].

Obecnie w zamku mieści się szpital psychiatryczny, a w budynkach obok – więzienie.

## Architektura
Zamek o budowie dwukondygnacyjnej, posiada cylindryczne baszty na narożach, trzykondygnacyjny ryzalit na froncie (portyk dobudowano na początku XX wieku), z lewej strony stał parterowy budynek mieszkalny, a na przełomie XIX i XX wieku postawiono zabudowania gospodarcze (m.in. młyn wodny). Nad portykiem znajduje się taras, do którego prowadzą schody dobudowane po II wojnie światowej. Zamek jako jedyny w okolicy posiada duże piwnice o grubych ścianach. Dawniej otoczony był fosą.
Historyk, Ryszard Kiersnowski, badając twórczość Adama Mickiewicza, doszukiwał się w zabytku (a za nim inni badacze i pasjonaci historii tych ziem) pierwowzoru Soplicowa z Pana Tadeusza .

## Galeria

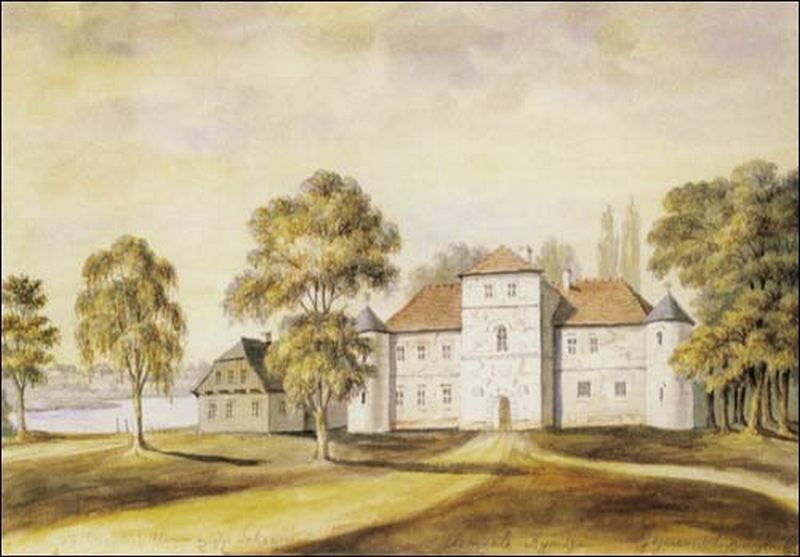
Zamek Rymszów, a wcześniej Nonhartów, rys. Napoleon Orda, rok 1877
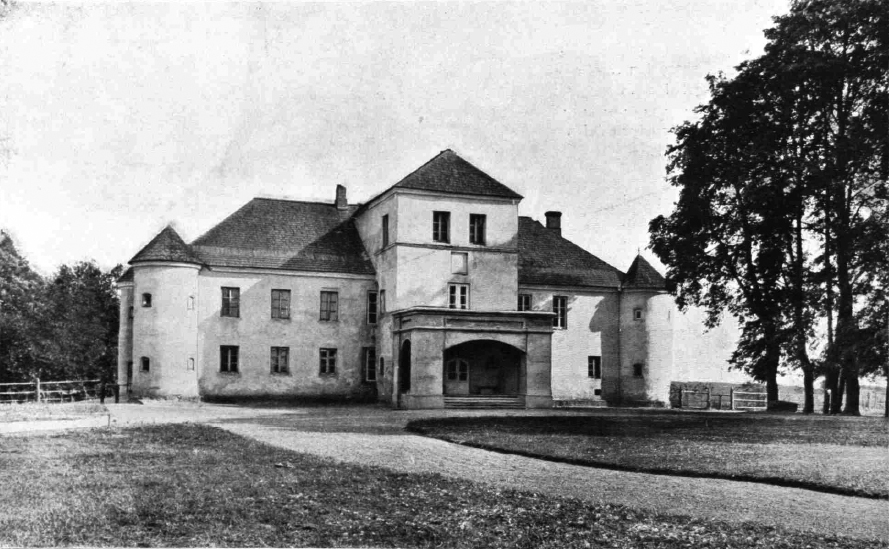
1911
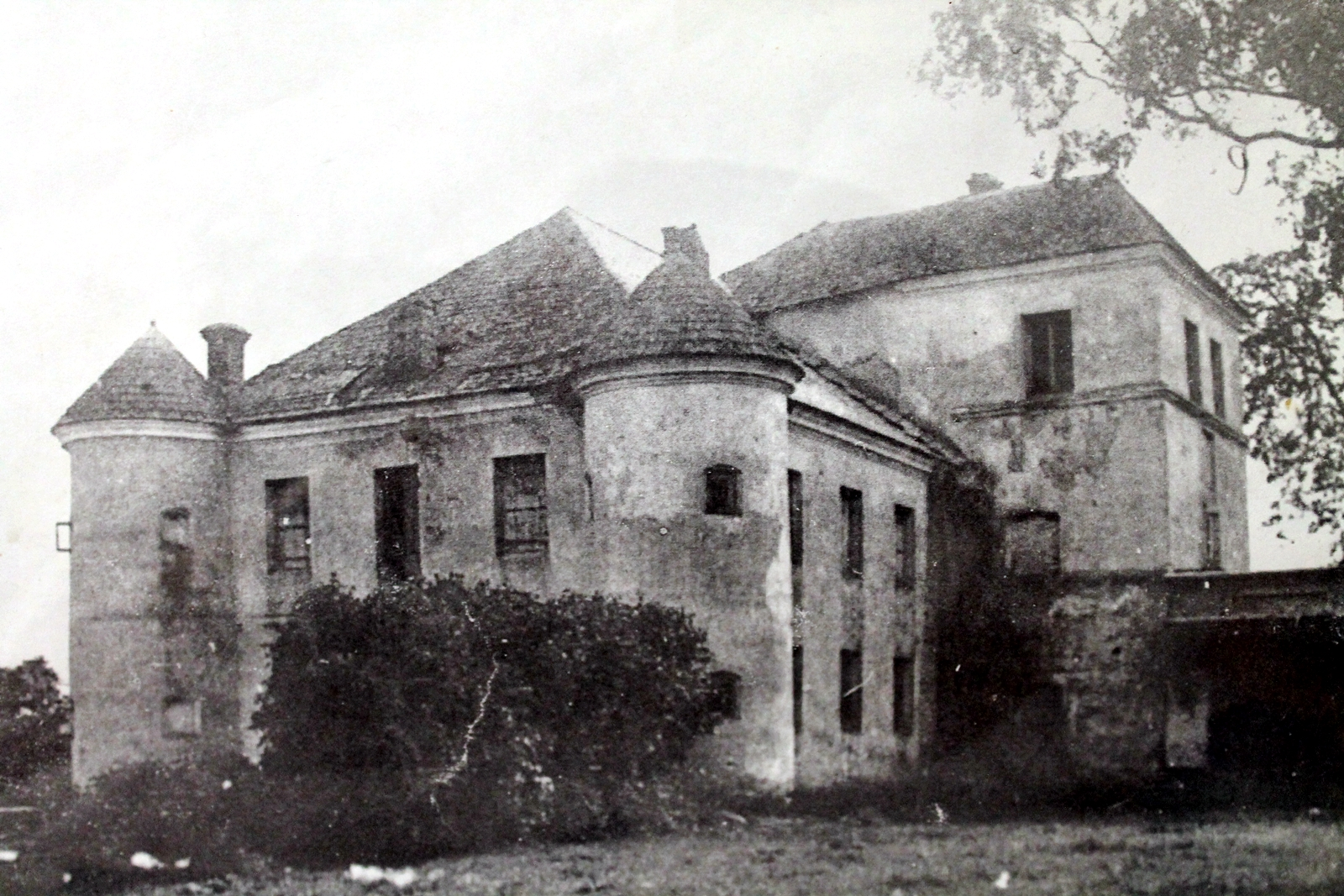
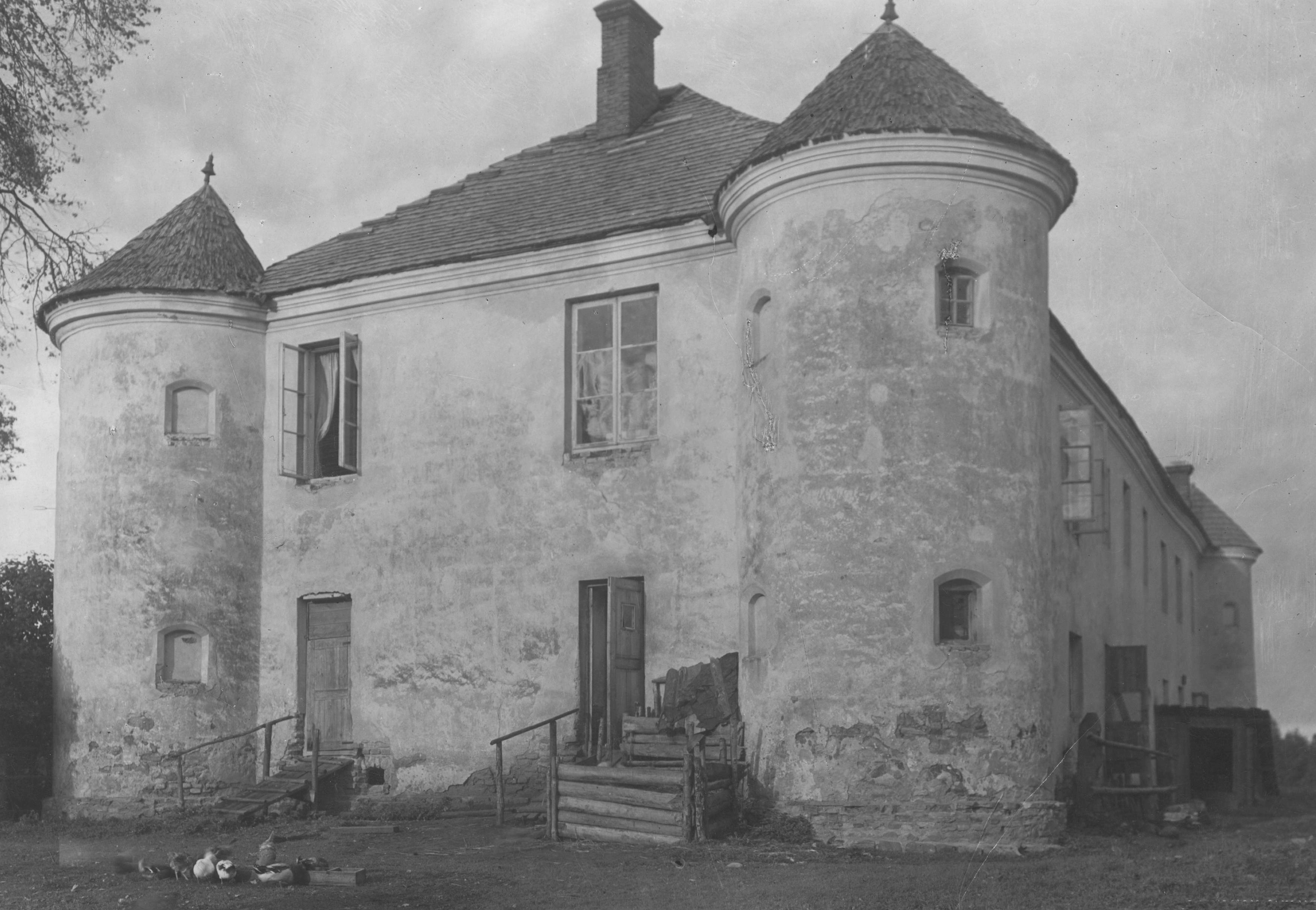
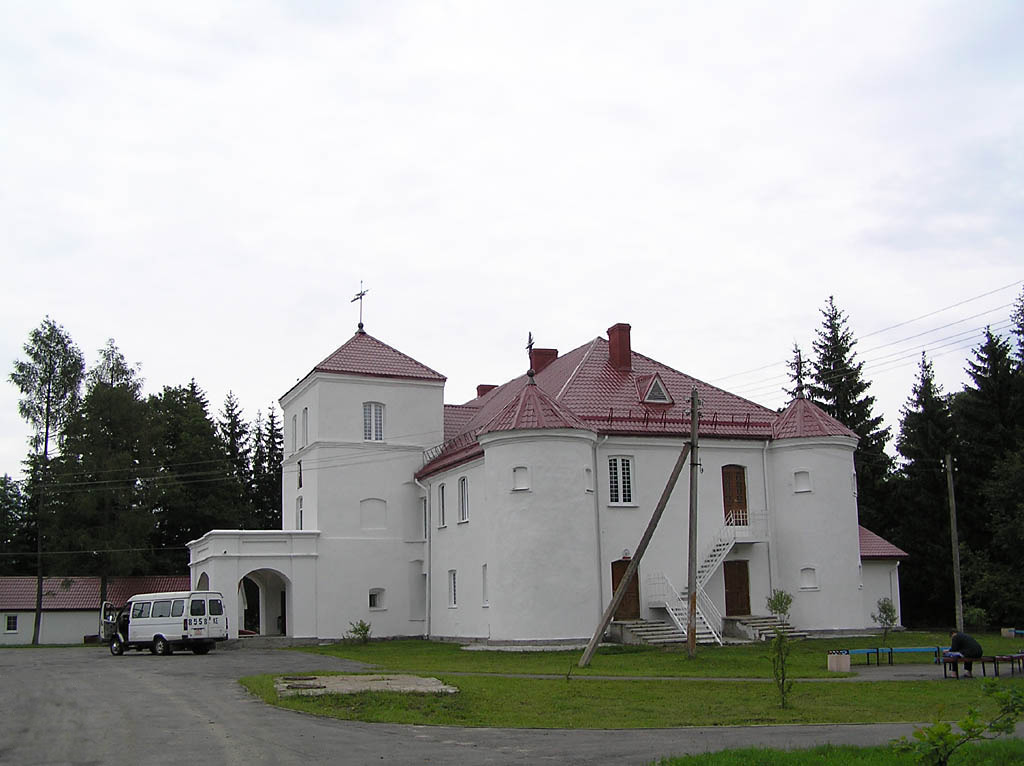
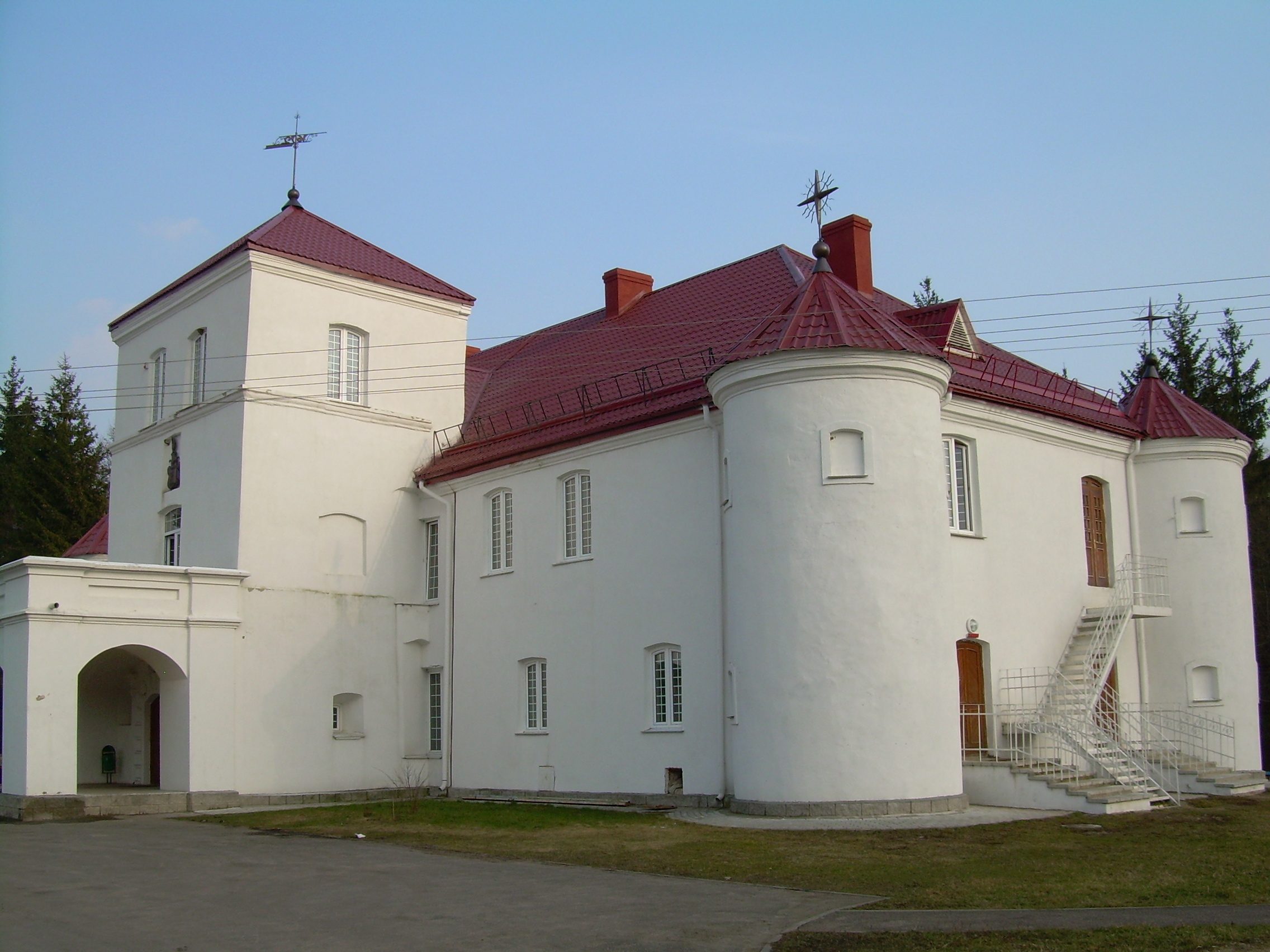